# Smartwings
 (novembre 2021).
Ne doit pas être confondu avec Smart Wings.
 (juillet 2019).

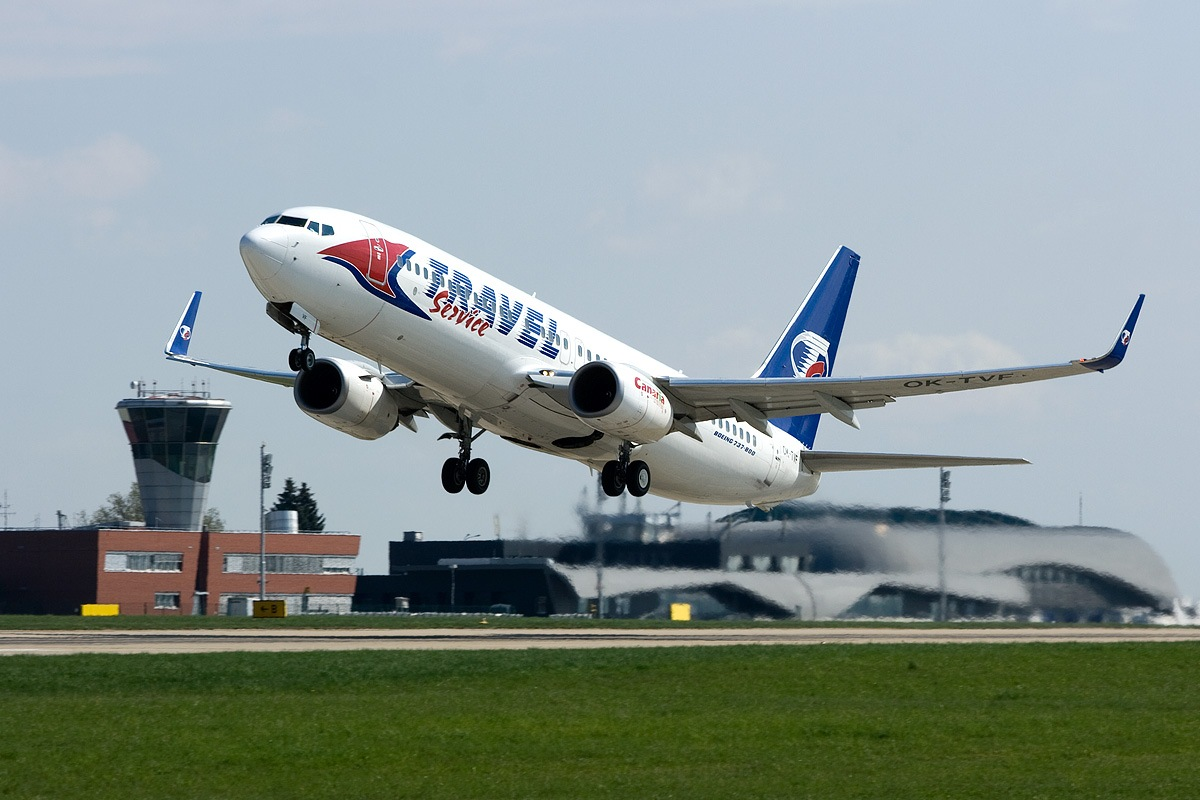
Un Boeing 737-800 décolle de l'aéroport de Brno-Tuřany en 2009.

Smartwings (code IATA : QS, code OACI : TVS), précédemment connu sous le nom de Travel Service, est une compagnie aérienne privée tchèque.
Travel Service est le principal transporteur aérien privé tchèque.
En 2005, Travel Service a transporté plus de 1,8 million de passagers non seulement de la République tchèque mais également de Hongrie Travel Service KFT (en), et de Slovaquie Travel Service Slovakia (en).
Travel Service est la plus grande compagnie aérienne de République tchèque. Depuis 2004, Travel Service assure quotidiennement des vols réguliers à bas prix (low cost) en Europe sous la marque Smart Wings. Travel Service est en rapport avec plus de 160 associés en République tchèque et dans d'autres pays.
Travel Service est le transporteur officiel de l'équipe nationale tchèque de football.
En octobre 2017, Travel Services rachète CSA Czech Airlines.
En décembre 2018, Travel Services est renommée en Smartwings.
En octobre 2024, l'arrêt pour CSA Czech Airlines effectué son dernier vol entre Paris CDG et Prague PRG, avec un Airbus a320-214.

## Flotte

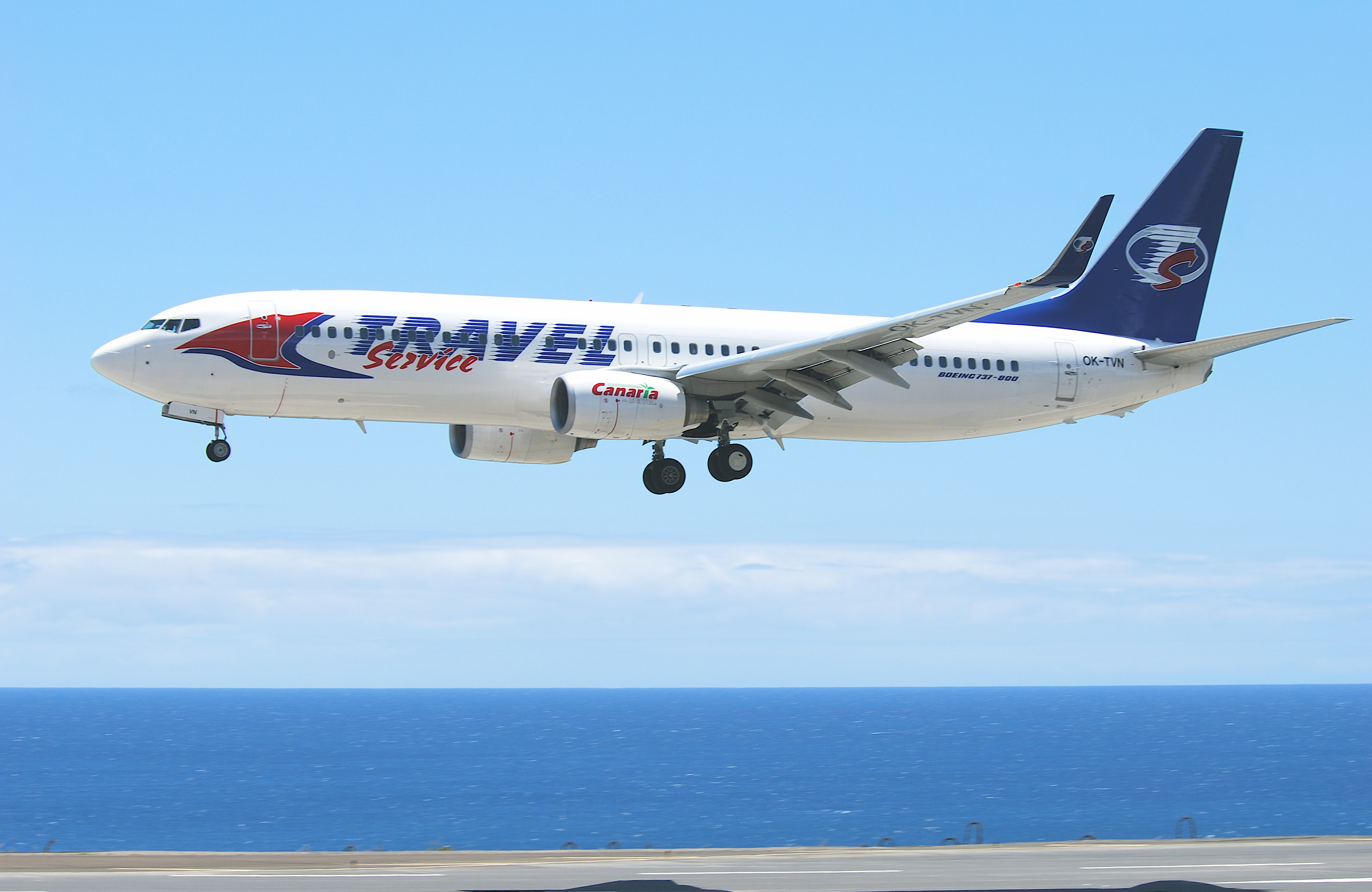
Un Boeing 737-800 à l'atterrissage sur l'aéroport de Funchal.

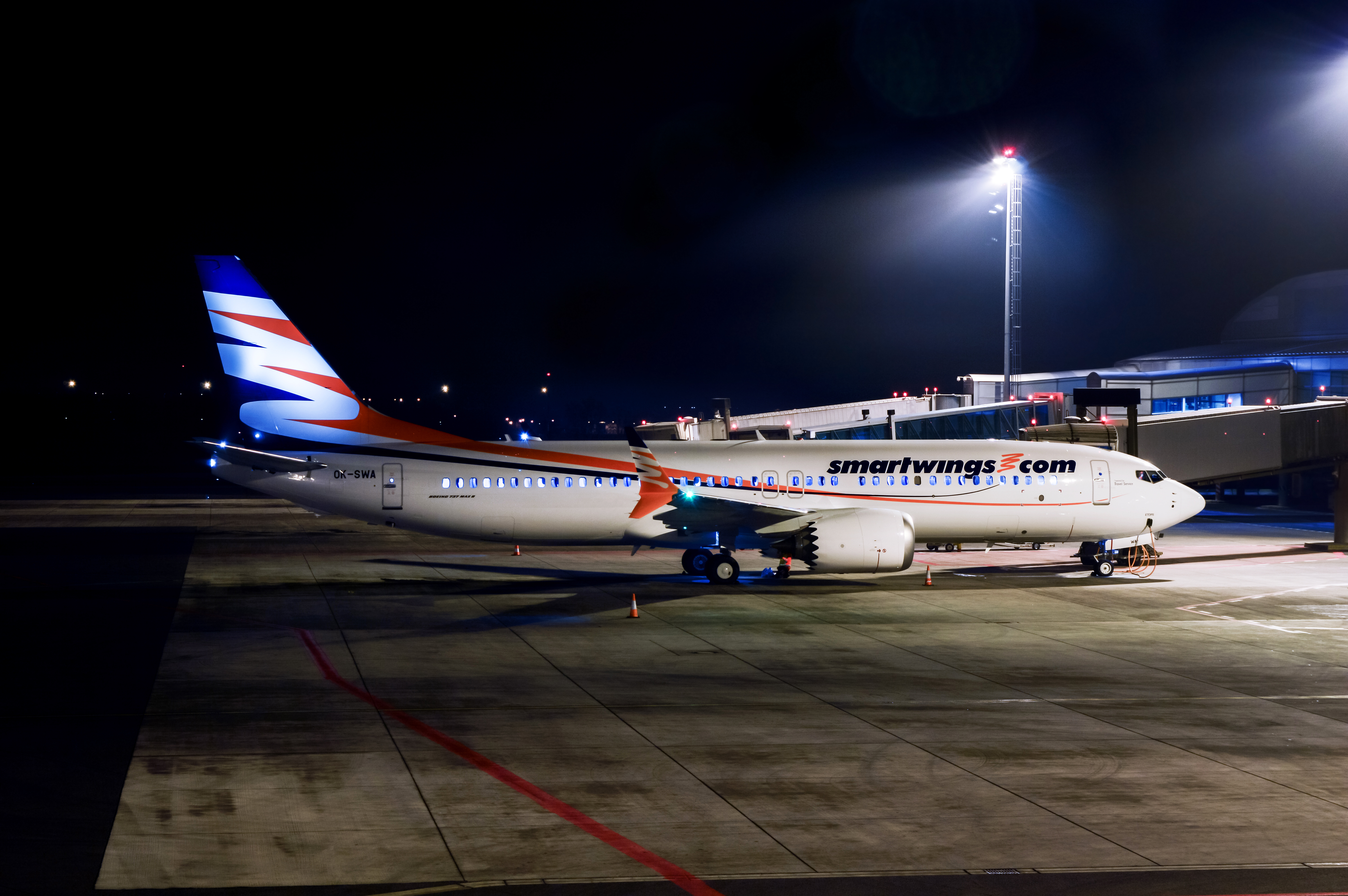
Boeing 737-8 MAX

En avril 2025, la flotte de SmartWings est composée de45 appareils âgés de 12, 1 ans

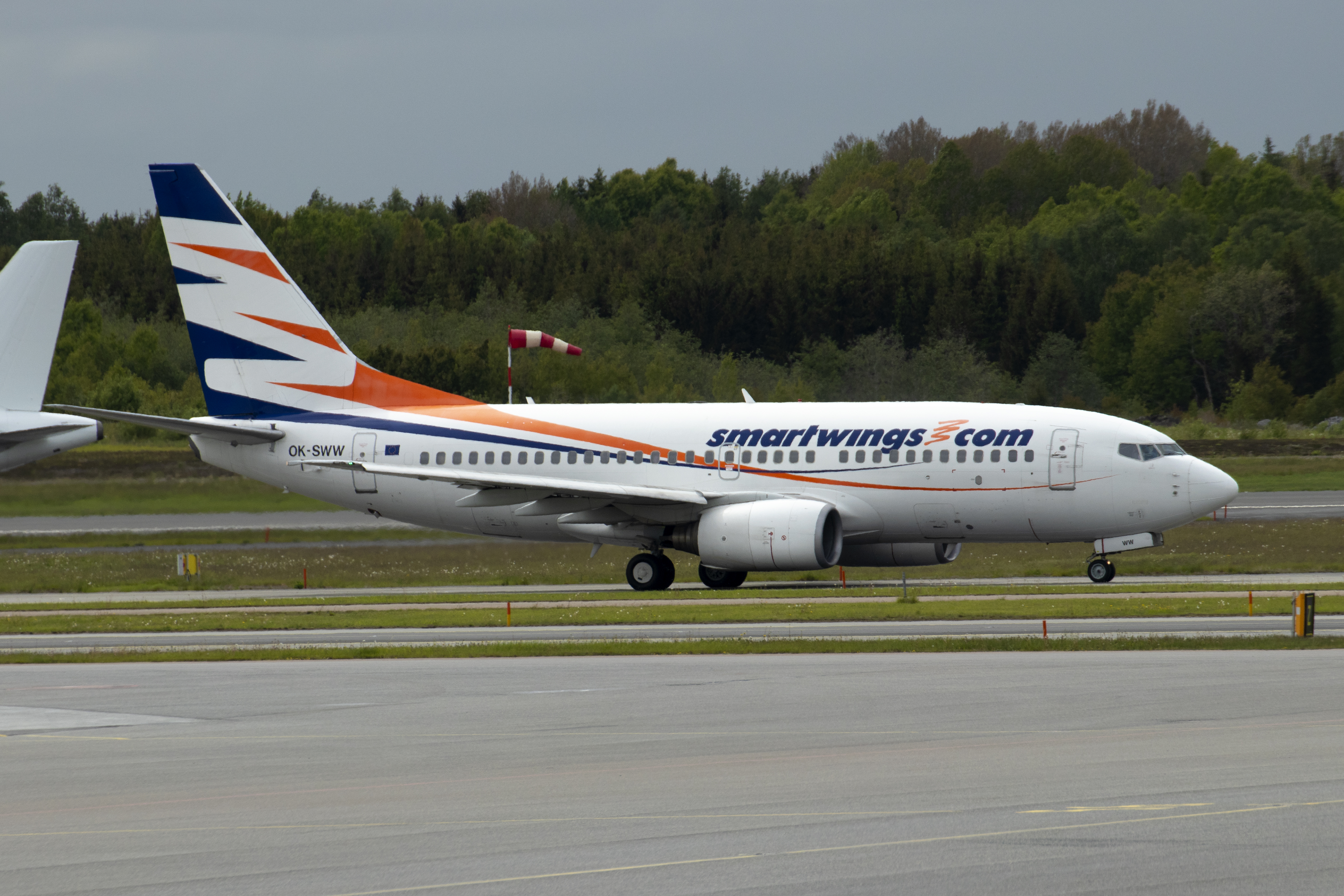
Boeing 737 de Smartwings

- 14: Boeing 737-800
- 25: Boeing 737-900ER
- 3: Airbus A220-300
- 3: Airbus A320-214